# Gigi Ibrahim
Gihan (Gigi) Ibrahim (Egyptisch-Arabisch: چيهان إبراهيم) (Long Beach, 2 december 1986) is een prominent Egyptisch blogger en activist. Tijdens de Egyptische Revolutie stond ze vaak op de voorgrond als woordvoerder van de revolutie in buitenlandse media. Over haar verscheen de documentaire Gigi's Revolution.

## Biografie

### Achtergrond
Ibrahim werd geboren in Long Beach, Californië, en bracht haar jeugd door in Egypte. Vervolgens ging ze terug naar Californië voor les aan een highschool in Anaheim en studeerde ze aan het Orange Coast College, een community college in Costa Mesa. In Californië demonstreerde ze voor immigratierechten en bemande ze pro-Palestijnse informatiestands.
In 2008 keerde ze terug naar haar eigen land en begon ze aan een studie aan de Amerikaanse Universiteit in Caïro, die ze afsloot met een bachelorgraad in politicologie en een minor in sociologie. Tijdens haar studie organiseerde ze demonstraties tegen president Moebarak, politiegeweld, marteling, de noodtoestand en censuur, en voor democratie, mensenrechten en voor de Palestijnse zaak. Verder streed ze voor arbeidersrechten, zoals een minimumloon, vrije vakbonden en meer. Op 21 maart 2012 trouwde ze met journalist en activist Hossam el-Hamalawy.

### Egyptische Revolutie

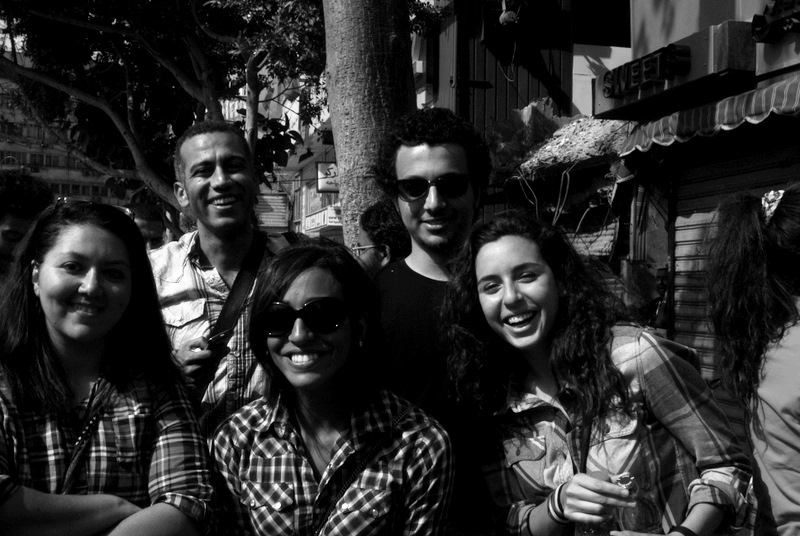
Ibrahim in het midden van bloggers, onder wie haar latere man Hossam el-Hamalawy (linksboven), mei 2011

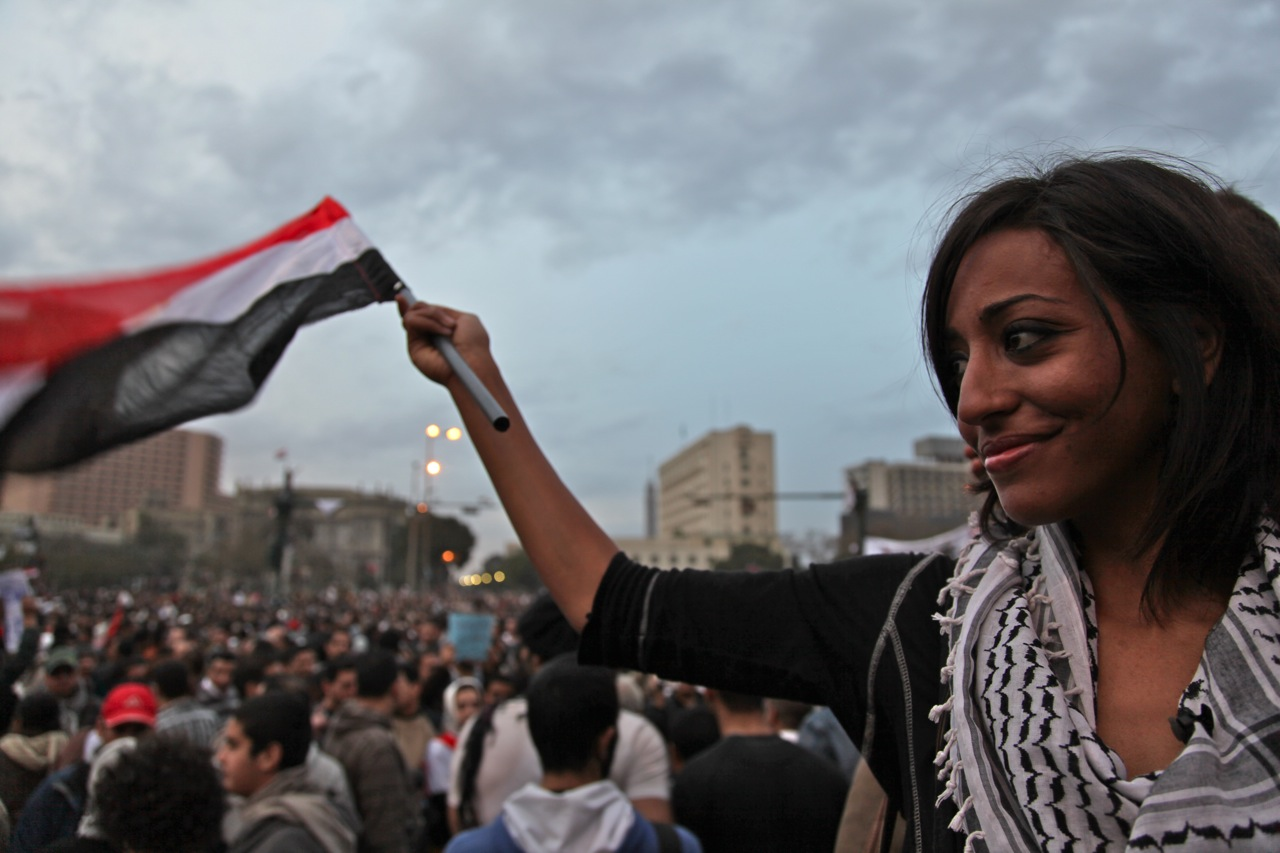
Ibrahim tijdens de Egyptische Revolutie

Tijdens de Egyptische Revolutie nam ze de rol van burgerjournalist op zich en deed ze met behulp van een Blackberry en webcam verslag over de voorgang en gebeurtenissen van de revolutie op Twitter, Facebook, Flickr en Vimeo.
Ze trad in deze weken vaak op voor buitenlandse media, zoals Frontline, BBC, Al Jazeera en The New York Times. Ook stond ze op de cover van Time Magazine, dat haar als een van de leiders van de revolutie beschouwde.
Inigo Gilmore maakte over haar de documentaire Gigi's Revolution; verder was ze een van de revolutionairen waarover de documentaire Uprising van Fredrik Stanton uit 2012 verscheen. Ook nadien wordt ze nog steeds door diverse media gevraagd om verslag te doen van de situatie in Egypte en was ze bijvoorbeeld te gast in The Daily Show van Jon Stewart.